# 佐尔德
佐尔德（荷蘭語：Zolder，荷蘭語發音：[ˈzɔldər] ⓘ）是比利时弗拉芒大區林堡省的一个城镇。佐尔德原为一独立市镇，1977年，佐尔德与市镇赫斯登合并为市镇赫斯登-佐尔德。